# 薫原好江
薫原 好江（かおるはら よしえ）は、日本の漫画家。北海道千歳高等学校出身、札幌マンガ・アニメ&声優専門学校出身。

## 作品リスト

### 連載・シリーズ
- 男の子には秘密がある（『デザート』2013年7月号・10月号・2014年2月号・3月号・6月号、『THEデザート』2013年9月号・2014年1月号・9月号）
- キス・アンド・ライド（『デザート』2014年10月号[2] - 2015年8月号[3]）
- 乱歩アナザー -明智小五郎狂詩曲-（原作：江戸川乱歩・協力：平井憲太郎、『少年マガジンエッジ』2016年3月号[4] - 2017年7月号[5]） - 江戸川乱歩の没後50年企画作品[6]。
- キス、一秒前（『月刊プリンセス』2018年4月号[7] - 2019年2月号）
- ケイ×ヤク -あぶない相棒-（『Palcy』2019年1月[8]28日 - 連載中）
- 君の歌声にキスを（『月刊プリンセス』2019年11月号[9] - 2023年1月号[10]） - 隔月連載。

### 書籍
- 『男の子には秘密がある』講談社〈講談社コミックスデザート〉、2014年、全2巻
  1. 2014年1月24日発売[11]、ISBN 978-4-06-365761-6
  2. 2014年9月12日発売[12]、ISBN 978-4-06-365785-2
- 『キス・アンド・ライド』講談社〈講談社コミックスデザート〉、2015年、全2巻
  1. 2015年1月13日発売[13]、ISBN 978-4-06-365801-9
    - おまけ「「ごめん千代ちゃん…ちょっとだけ…」のその後」併録。

  2. 2015年8月12日発売[14]、ISBN 978-4-06-365829-3
- 『乱歩アナザー -明智小五郎狂詩曲-』講談社〈マガジンエッジKC〉、原作：江戸川乱歩・協力：平井憲太郎、2016年 - 2017年、全3巻
  1. 2016年6月17日発売[15][16]、ISBN 978-4-06-391014-8
  2. 2017年1月17日発売[17]、ISBN 978-4-06-391048-3
  3. 2017年1月17日発売[18]、ISBN 978-4-06-391074-2
- 『ケイ×ヤク -あぶない相棒-』講談社〈KCデラックス〉、2020年 - 、既刊13巻 ※2025年6月17日現在。
- 『君の歌声にキスを』秋田書店〈プリンセスコミックス〉、2020年 - 、既刊3巻 ※2022年4月14日現在。
  1. 2020年9月16日発売[19][20]、ISBN 978-4-253-27368-8
  2. 2021年4月16日発売[21]、ISBN 978-4-253-27369-5
  3. 2022年4月14日発売[22]、ISBN 978-4-253-27370-1

### アンソロジー
- 『イケない「先輩」講談社〈講談社コミックスデザート〉、2014年8月発売[23] - 電子書籍限定。
  - 「男の子には秘密がある」収録。